# 女生怕男生
《女生怕男生》是藤凪薰的四格漫畫作品。2004年8月號至2009年2月號在芳文社的《Manga Time Kirara Carat》上連載，單行本全3冊。中文版由尖端出版社代理發行。

## 作品簡介
女主角水野葵是個16歲的高中女生，幼稚園時常被男孩子惡作劇，加上小學之後都念女校而有男性恐懼症。小葵認為再這樣下去不行，為了改變而轉入男女合校的學校，然而事情沒有想像中的這麼容易……
同班同學佳古在幫小葵加油時會不知不覺的捉弄她，另一位同學小南則在一旁負責吐槽，加上喜歡小葵的直江，一群人過著玩弄小葵會被小葵玩弄的日子。

## 登場人物
水野葵
16歲，就讀私立橘高校1年6班。
留著栗色長髮，瞳孔同為栗色。胸部大約是B罩杯。身體十分柔軟。
普通的開朗少女，卻因為幼稚園時被男生捉弄而得到男性恐懼症。
小學開始都讀女校，為了克服男性恐懼症而轉入男女合校的橘高校。
某天忘記帶課本而跑到別班借，因而和直江相識。
每天都為了避免校門口的大群男生而提早到校。
雖然有男性恐懼症，但不害怕小孩與老人，青少年則不行。
不討厭男生，理性上也想和男生打好關係，卻總是感到害怕而無法實行。
和直江越來越親近，但男性恐懼症還沒治好。
喜歡的食物為咖哩、炒麵麵包與咖啡牛奶。
受到小南邀請而加入體操社，卻因為太多男生偷窺，隔天就退社了。現在沒有加入社團。
問小南該怎麼向男生問好，得到「那你就說『喂！早！』好了」這個回答，從此向別人打招呼時都用「喂！早！」。
高良佳古
小葵的同班同學。在小葵轉學前就和小南熟識。
留著橘色偏棕色的長髮，用緞帶（前期用髮圈）綁成雙馬尾。瞳孔的顏色和髮色相同。
身高比小葵矮，胸部為D罩杯。身體十分僵硬。
個性活潑，不擅長運動，且不會游泳。
喜歡惡作劇，常常玩弄小葵。
食量特大，被別人請客時會大量點菜。
在惡作劇時眼睛會變成圓圈中有個點的狀態，嘴型則會變成貓嘴。
隸屬游泳社，只有在夏天才會偶爾去玩的幽靈社員。平時幾乎是直接回家。
猜拳猜輸而當上風紀委員。
常因稱呼體操社為「脫衣舞社」而惹小南生氣。
曾和一大群男生一起偷窺加入體操社的小葵。
午餐都吃福利社的麵包。
鮎川南
小葵的同班同學，擔任班長。在小葵轉學前就和佳古熟識。
留著黑色短髮，瞳孔為深灰色。胸部看起來比小葵更平。
隸屬體操社，但社員只有小南一人。身體十分柔軟。
三個人當中個性最文靜，雖然不常表現出感情，但吐槽十分尖銳。
外出時不攜帶手機。
家裡是麵店「鮎」。休息時常在家裡幫忙。
午餐自己帶便當，內容物是自家的麵。
直江
就讀私立橘高校的男生。重度近視，帶著眼鏡。
看起是個看起來沒什麼用的普通男生，自從借給小葵課本後開始對小葵有好感。
筆跡很醜，除了本人以外很難判讀。
隸屬圍棋部，棋藝不怎麼樣。
常常在校外遇見小葵，像是市民游泳池和煙火大會等。
在運動會時和兩人一起參加兩人三腳，卻因為對小葵說了「討厭的事就快速地把它解決掉吧！」而得到第一名，不知道該說是幸運還是不幸。
實際是上受到讀者支援的影子主角。
直江的朋友
本名不明，直江的同班同學兼好友，常和直江一起行動。
和直江同屬圍棋社。

## 主要舞台
橘高校
小葵等人就讀的私立高中。
在兩年前開始男女合校，之前則是男子學校。女學生很少，全部集中在同一班。
男生制服為黑色學生服，女生制服則是白色上衣與黃色背心、紅色領帶與綠色百褶裙，底下為深藍色的襪子。
社團活動算是活躍，有足球社、體操社、游泳社、圍棋社與將棋社等等。
保健室裡面有冷氣。

## 出版書籍
| 冊數 | 芳文社        | 芳文社                 | 尖端出版社     | 尖端出版社           |
| 冊數 | 發售日期      | ISBN                   | 發售日期       | EAN                  |
| ---- | ------------- | ---------------------- | -------------- | -------------------- |
| 1    | 2006年3月14日 | ISBN 978-4-8322-7565-2 | 2006年11月12日 | EAN 471-7702-20756-4 |
| 2    | 2007年6月12日 | ISBN 978-4-8322-7630-7 | 2008年1月14日  | EAN 471-7702-21592-7 |
| 3    | 2008年5月12日 | ISBN 978-4-8322-7799-1 |                |                      |